# Хей, Оливер Перри
Оливер Перри Хей — американский герпетолог, ихтиолог и палеонтолог.

## Биография
Родился в графстве Джефферсон, штат Индиана, в семье Роберта и Маргарет Хей. В 1870 году получил степень бакалавра искусств в колледже Эврека в штате Иллинойс. Преподавал в колледже как профессор наук в 1870—1873 годах. В 1870 году женился на Мэри Е. Хаусмон. Был профессором колледжа Оскалуса в Айове в 1874—1876 годах. Учился в Йельском университете в 1876—1877 годах. Через 17 лет после получения степени бакалавра получил степень доктора наук в Университете Индианы. В 1877—1879 годах преподавал в колледже Абингдон. В 1879—1895 годах преподавал в Университете Батлера. С 1894 по 1895 год работал в Музее естественной истории им. Филда помощником куратора зоологии. В 1912 году назначен научным сотрудником Института Карнеги, от имени которого работал в Национальном музее естественной истории США с коллекциями ископаемых позвоночных. Он сосредоточился на ископаемых черепахах и плейстоценовых млекопитающих.
У Оливера Хея было четверо детей. Сын Уильям Перри Хей также стал зоологом.

## Публикации
- Hay, Oliver Perry. The Batrachians and Reptiles of Indiana. — Original from the University of Michigan: Wm. B. Burford, 1892. — С. 204 Pages.. — «Oliver Perry Hay.».
- Hay, Oliver Perry. Fieldiana Zoology. V.1, No.4. "On some collections of fishes made in the Kankakee and Illinois" (англ.). — Chicago, IL: Field Museum of Natural History., 1896. — P. 85—97.
- Hay, Oliver Perry. Bibliography and Catalogue of the Fossil Vertebrata of North America (англ.). — Govt. Print. Off., 1902. — Vol. 179. — P. 868 pages. — (Bulletin of the United States Geological Survey).
- Hay, Oliver Perry. The Pleistocene of North America and Its Vertebrated Animals from the States East of the Mississippi River and from the Canadian Provinces East of Longitude 95.̊ (англ.). — Carnegie Institution of Washington, 1923. — P. 499 pages.
- Hay, Oliver Perry. Characteristics of sundry fossil vertebrates // Pan-American Geologist. — 1923. — Т. 39. — С. 101—120.